# 市民の図書館
『市民の図書館』（しみんのとしょかん）は、1970年（昭和45年）に日本図書館協会より刊行された中小公共図書館運営の指針である。1963年（昭和38年）に刊行された『中小都市における公共図書館の運営』（通称:『中小レポート』、記事本文中においても以下『中小レポート』）の改訂版というべき位置づけにある本書は『中小レポート』の内容をより深化させ、国内の公共図書館の運営に普遍的なモデルを提示した。

## 概要
1963年（昭和38年）に刊行された『中小レポート』は、それまでの図書館運営のあり方に思想的な転換を迫るものであり、その作成において中心的な役割を果たした前川恒雄が館長を務めた日野市立図書館では、貸出と児童奉仕を重視した奉仕活動により大きく利用を伸ばして、それまで停滞していた国内の公共図書館の活動に大きなブレイクスルーをもたらした。一方で、図書館界全体の発展のためには全国各地の図書館で日野市の成功に追随する必要があり、1960年代後半において、図書館界では中小の公共図書館の現状把握と講じるべき対策の検討が緊要の課題となっていた。1968年（昭和43年）、日本図書館協会では図書館間の相互交流、研修により先進的な事例を全国に波及させるべく「公共図書館振興プロジェクト」に着手して参加図書館を募り、日野市立図書館および上田市立、七尾市立、平塚市立、防府市立の5館がプロジェクトに参加した。同年11月には長野県上田市で共同討議を行い、翌1969年（昭和44年）に『市立図書館の運営：公共図書館振興プロジェクト報告1968』を取りまとめている。1969年にも東西で図書館運営研究会を開催して『市立図書館の運営：公共図書館振興プロジェクト報告1969』をまとめており、『市民の図書館』は『市立図書館の運営：公共図書館振興プロジェクト報告1969』を下敷きとして、細部を検討して修正を加えた上で公刊された。

## 『中小レポート』から『市民の図書館』へ
前述の通り『市民の図書館』は『市立図書館の運営：公共図書館振興プロジェクト報告1969』に修正を加えて刊行されたものであるが、その内容は『中小レポート』の理論を軸に、日野市立図書館で行われた活動を再び理論化してフィードバックさせたものと捉えることができる。したがって『市民の図書館』は『中小レポート』と強い連続性を持つものであるが、その理論は『中小レポート』と比べて一層明快となった。『中小レポート』では、その冒頭において「公共図書館の本質的な機能は、資料を求めるあらゆる人々やグループに対し、効率的かつ無料で資料を提供するとともに、住民の資料要求を増大させるのが目的である」と表現したが、『市民の図書館』では公共図書館を「国民の知的自由を支える機関であり、知識と教養を社会的に保障する機関である」と規定している。この公共図書館の本質的な機能の定義から演繹的に図書館の理念および達成すべき目標が導かれ、中でも当面の目標として、1. 市民の求める図書の自由で気軽な個人貸出、2. 児童の読書欲求に応える徹底したサービス、3. 図書館を市民の身近に置く全域的なサービスの実施の3点を最重要の要目とした。『中小レポート』では児童奉仕を重視しなかった点、個人貸出よりも団体貸出を重視した点などが問題点として指摘されたが、『市民の図書館』では大都市周辺の衛星都市の急速な発展を背景として個人意識の強い市民のニーズに対応し、児童サービスと市内全域の網羅的なサービスを重視しており、『中小レポート』の問題点を克服して発展的に継承するものとなった。
『中小レポート』で提示された理論の中には、図書費の臨界点についてなど、それまで仮説の域に留まるものもあったが、日野市立図書館の活動によって実証的な裏付けを得たことで、その成果をフィードバックした『市民の図書館』では、新たに年間貸出冊数の基準を持ち込み、人口1人あたり2冊を目標として貸出活動を図書館の活動の中心に据えるべきとする方針が示された。それまで図書館のアウトプットすなわち図書館が提供したサービスについて定量的な基準が示されたことはなく、サービスの目標値についての考え方は後に公立図書館の設置及び運営上の望ましい基準においても取り入れられた。また、当初図書館界向けの報告書であった『市立図書館の運営』は、市販にあたって『市民の図書館』に改題されている。この、一般市民を読者として想定して広く読まれることを企図した点も『中小レポート』と大きく異なる点であり、「市立」を「市民」に変えることで同書は町村の図書館をも対象とすることを視野に入れ、また読書会や貸出文庫など集団読書についての言及を排して図書館のサービス対象を一人ひとりの市民としたのである。

## 『市民の図書館』の影響と実践
『市民の図書館』では、貸出方式として唯一ブラウン方式を紹介している。ブラウン方式それ自体は以前より日本に紹介されていたが、1964年（昭和39年）前川恒雄により手続きの簡便な貸出方式としてあらためて紹介され、図書館が貸出中心主義に舵を切り始めるなか練馬区立練馬図書館を嚆矢として採用する図書館が増えつつあった。当初「記入する必要がない」という手続きの簡便性が着目され、「記録が残らない」という同方式の重要な性質については必ずしも着目されていなかったが、1960年代において既にプライバシー権の観点からニューアーク方式の問題点が指摘されており、ブラウン方式は利用者のプライバシーが保護されることで、ひいては図書館の貸出需要を喚起するものとして、望ましい貸出方式とみられるようになった。『市民の図書館』刊行の翌年には『図書館を市民のために』というブラウン方式を説明した小冊子が各図書館に配布されており、こうしてブラウン方式はコンピュータ方式に取って代わられるまで、公共図書館の標準的な貸出方式として定着することとなった。
『市民の図書館』の理念に沿った実践活動としては、常滑市立図書館の事例が挙げられる。常滑市では常滑町時代の1909年（明治42年）に町立の図書館が設立されているが、1967年（昭和42年）に起きた市立図書館の火災を契機として新しい図書館の建設計画が持ち上がり、1969年（昭和44年）館長に就任した原祐三の下で、『市立図書館の運営：公共図書館振興プロジェクト報告1969』を実務上の手引きとしてサービス体制の構築に取り組んだ。常滑市立図書館では、「市民に愛される『市民の図書館』になろう」をスローガンに掲げ、『市民の図書館』で示された最重要項目3点（貸出を伸ばす、児童サービスの重視、市民への全域サービス）を縦の3か条と位置づけ、これに常滑の地域性に応じた横の3か条（地場産業である陶磁器産業への貢献、視聴覚サービスの充実、谷川徹三コーナーの完備）を織り込んでサービスの方針とした。また市の人口規模に応じた貸出の数値目標を設定し、移動図書館の実施や、貸出方法を簡便にした逆ブラウン方式の採用、幼稚園・保育園を通じた貸出である「園文庫」の実施など、活発な図書館活動を行ったのである。こうした『市民の図書館』の指針に沿った活動により、市民に活発に利用される図書館が日野以外にも現れたことで、同書の運営の指針としての有効性、普遍性が実証的に裏付けられたことになり、1993年（平成5年）日本図書館協会刊行の『近代日本図書館の歩み―本篇』では、「『市民の図書館』をもってはじめてわが国の図書館は歪みを克服し、普遍的な原理を貫いた運営のモデルを獲得した」と表現されるに至ったのである。